# Theodora (Händel)
Theodora (HWV 68) ist ein dramatisches Oratorium in drei Teilen von Georg Friedrich Händel aus dem Jahr 1750.

## Handlung

### Erster Akt
Valens lässt zu Ehren des römischen Kaisers in Antiochia einen Festtag ausrufen, an dem Jupiter mit Opfergaben gehuldigt werden soll. Er beauftragt Septimius, jeden mit Kerker oder Tod zu bestrafen, der sich widersetzt. Didymus ersucht ihn, diejenigen auszunehmen, deren Gewissen es nicht erlaubt, fremden Göttern zu dienen, die aber trotzdem Freunde des Kaisers sind. Valens lehnt dies ab.
Didymus will sich bei Septimius vergewissern, dass dieser die Verfolgung nicht unterstütze, weil mit einer Todesdrohung der Glaube nicht zu beugen sei. Septimius hat zwar Verständnis und Mitleid, kann sich aber einem Befehl des Kaisers nicht widersetzen.
Theodora und die Christen schwören den Eitelkeiten der Welt ab. Ein Bote tritt auf und berichtet von der Verfolgung durch die Römer. Irene drückt ihr Vertrauen auf den Herrn aus. Da tritt Septimius auf und beschuldigt die Christen, ihre geheimen Bräuche zu begehen und den Befehl des Kaisers zu missachten. Theodora entgegnet, dass sie lediglich dem Gebot Gottes folgten. Doch Septimius lässt sie in den Freudentempel abführen, wo sie sich prostituieren muss – eine Strafe, die für sie härter als der Tod sein muss.
Didymus kommt und erfährt von den Geschehnissen. Er bittet um Mut und Stärke, um Theodora vor der Schmach zu retten. Die Christen wünschen, dass Gott ihm beistehen möge.

### Zweiter Akt
Valens und die Heiden begehen ihr Fest. Septimius wird zu Theodora geschickt, um ihr ein letztes Mal Gelegenheit zu geben, ihren Sinn zu ändern. Tut sie dies und huldigt bis zum Abend den römischen Gottheiten, wird sie freikommen. Theodora ist derweil im Gefängnis, ängstlich und doch gefasst.
Didymus bekennt vor Septimius, dass er von Theodora zum Christentum bekehrt worden sei und dass er sie liebe. Septimius, der selbst auf seine Aufgabe nicht stolz ist, erlaubt ihm, Theodora im Gefängnis zu besuchen.
Während Irene und die Christen an Theodora denken, sucht Didymus sie im Gefängnis auf, um sie zu befreien. Er bietet ihr an, mit ihr die Kleider zu tauschen und ihren Platz im Gefängnis einzunehmen, während sie flieht. Theodora lehnt dies ab und bittet Didymus stattdessen, sie mit dem Tod zu erlösen. Erst als er sich weigert, lässt sie sich auf seinen Plan ein.
Der Chor schließt den Akt mit der Geschichte der Totenerweckung durch Christus in Nain.

### Dritter Akt
Theodora kommt in Didymus’ Gewand in die Versammlung der Christen. Gemeinsam hoffen sie für Didymus. Ein Bote tritt auf und berichtet von Valens’ Befehl, die Flüchtige zu ergreifen und sie zu töten. Gegen Irenes Einwände geht Theodora davon, in der Hoffnung, ihren Retter Didymus befreien zu können.
Didymus rechtfertigt sich vor Valens. Einem Todesurteil hätte er sich nicht widersetzt, wohl aber dem von Valens erlassenen Urteil, das diesen der Menschheit verhasst machen würde. Valens verfügt, dass er entweder Reue zeigen oder sterben müsse.
Theodora erscheint und bietet an, an Didymus’ Stelle zu sterben. Septimius drückt seine Bewunderung für ihre hohe Tugend aus. Weil sowohl Didymus als auch Theodora anbieten, füreinander zu sterben, lässt Valens beide hinrichten. Zuversichtlich gehen sie in den Tod.

## Gestaltung

### Libretto
Das Libretto für Theodora wurde von Thomas Morell geschrieben, der schon vorher mehrere Texte für Händel produziert hatte. Das Material entnahm er der Schrift The Martyrdom of Theodora and of Didymus, die Robert Boyle 1687 in London publiziert hatte. Sie handelt von einer christlichen Märtyrerin, die im Jahr 304 während der Christenverfolgungen unter Kaiser Diokletian starb. Eine weitere Quelle war das Schauspiel Théodore, vierge et martyre, das Pierre Corneille 1645 schrieb. Der Ursprungstext ist von Händel-Forschern scharf kritisiert worden. Winton Dean bezeichnet die Heldin als „eine der unerträglichsten Tugendboldinnen der Literatur“.

### Orchester
Die Orchesterbesetzung des Oratoriums enthält die folgenden Instrumente:
- Holzbläser: zwei Flöten, zwei Oboen, zwei Fagotte
- Blechbläser: zwei Hörner, zwei Trompeten
- zwei Pauken
- Harfe
- Streicher: Violine 1, Violine 2, Bratsche, Violoncello, Kontrabass („Violono“)
- Basso continuo (mit Cembalo und Orgel)

## Werkgeschichte
Nach den von Händel im Autograph eingetragenen Daten begann er die Komposition am 28. Juni 1749. Er beendete den ersten Teil am 5. Juli, den zweiten am 11. Juli, den dritten am 17. Juli. Bis zum 31. Juli konnte er dann die Mittelstimmen vollständig ausfüllen.
Wie üblich verwendete Händel einige Motive aus Werken anderer Komponisten. Bisher wurden als Quellen identifiziert: Gottlieb Muffats Componimenti musicali, Agostino Steffanis Opern La lotta d’Hercole con Acheloo und Orlando generoso, Duette von Giovanni Carlo Maria Clari und eine Messe von Antonio Lotti. Händel kündigte für die Aufführung auch ein neues Orgelkonzert an. Aus der Datierung des Konzerts g-moll HWV 310 auf den 31. Januar 1750 folgert man, dass dieses Konzert zwischen den Akten gespielt wurde.
Die Besetzung wurde bei der Uraufführung am 16. März 1750 im Theatre Royal in Covent Garden von folgenden Sängern gesungen:
- Theodora, eine Christin adliger Herkunft – Giulia Frasi (Sopran)
- Irene, eine Christin – Caterina Galli (Mezzosopran)
- Septimius, ein römischer Offizier – Thomas Lowe (Tenor)
- Didymus, ein römischer Offizier und Christ – Gaetano Guadagni (Altkastrat)
- Valens, Statthalter von Antiochia – Henry Theodore Reinhold (Bass)

Die Uraufführung war ein Misserfolg; das Werk wurde nur zweimal wiederholt, am 21. und 23. März. Danach kam es zu Händels Lebenszeiten nur noch zu einer Wiederaufnahme am 5. März 1755 unter der Leitung von Händels Assistent John Christopher Smith jun.
Theodora ist neben Messiah und La Resurrezione Händels drittes Oratorium mit einem christlichen Thema. Anders als der Messias ist es aber ein echtes dramatisches Oratorium mit einer Handlung. Von Morell ist überliefert, dass Händel zu dem Misserfolg des Werks gesagt haben soll: „The jews will not come to it because it is a christian story; and the ladies will not come because it is a virtuous one“.